# ماكس ميريت
ماكس ميريت (بالإنجليزية: Max Merritt)‏ هو كاتب أغاني بريطاني، ولد في 30 أبريل 1941 في كرايستشرش في نيوزيلندا.

## وصلات خارجية
- الموقع الرسمي
- ماكس ميريت على موقع IMDb (الإنجليزية)
- ماكس ميريت على موقع ميوزك برينز (الإنجليزية)
- ماكس ميريت على موقع ديسكوغز (الإنجليزية)